# Disco volador en los Juegos Mundiales de 2022
El Disco volador en los Juegos Mundiales de 2022 fue uno de los deportes que formaron parte de los Juegos Mundiales de 2022 celebrados en Birmingham, Alabama durante el mes de julio de 2022. El evento se celebró en el John Carroll Catholic High School.

## Clasificación
Ocho países participaron en el torneo, que tuvo como sistema de clasificación la copa mundial de la especialidad en 2016.
| País           | Fecha de clasificación | Medio de clasificación  | Apariciones | Aparición anterior |
| -------------- | ---------------------- | ----------------------- | ----------- | ------------------ |
| Estados Unidos | 26 de junio de 2016    | Anfitrión               | 6.º         | 2017               |
| Australia      | 26 de junio de 2016    | Finalista del 2016 WUGC | 5.º         | 2017               |
| Canadá         | 26 de junio de 2016    | 3.º lugar del 2016 WUGC | 6.º         | 2017               |
| Japón          | 26 de junio de 2016    | 6.º lugar del 2016 WUGC | 5.º         | 2017               |
| Colombia       | 26 de junio de 2016    | 8.º lugar del 2016 WUGC | 4.º         | 2017               |
| Reino Unido    | 26 de junio de 2016    | 5.º lugar del 2016 WUGC | 3.º         | 2013               |
| Francia        | 26 de junio de 2016    | 4.º lugar del 2016 WUGC | 1.º         | -                  |
| Alemania       | 26 de junio de 2016    | 9.º lugar del 2016 WUGC | 3.º         | 2005               |

## Resultados
| Evento       | Oro | Plata | Bronce |
| ------------ | --- | --- | --- |
| Evento Mixto | Estados Unidos Claire Chastain Carolyn Finney Dylan Freechild Nate Goff Kaela Helton Chris Kocher Grand Lindsley Sarah Meckstroth Jimmy Mickle Carolyn Normile Opi Payne Khalif El Salaam Claire Trop Jack Williams | Australia Rob Andrews Liv Carr Georgia Egan-Griffiths Alex Gan Álex Ladomatos Caro Ma Sam McGuckin Kyal Oh Cat Phillips Mish Phillips Alex Prentice Alex Shepherd Tom Tullett Sally Yu | Colombia · Iván Alba · Jonathan Cantor · María Manuela Cárdenas · María Valeria Cárdenas · Yina Cartagena · Julio Duque · Alexander Ford · María Angélica Forero · José Jiménez · Ximena Montana · Elizabeth Mosquera · Laura Ospina · Andrés Ramírez · Simón Ramírez · José Manuel Rosero · Alejandra Torres |